# Stazione di Palizzi
La stazione di Palizzi è una stazione ferroviaria posta sulla ferrovia Jonica. Serve il centro abitato di Palizzi.